# Asynarchus impar
Asynarchus impar là một loài Trichoptera trong họ Limnephilidae. Chúng phân bố ở miền Cổ bắc.